# Adianthus
Adianthus és un gènere extint de mamífers litopterns de la família dels adiàntids que visqueren a Sud-amèrica durant el Miocè, fa entre 15,5 i 17,5 milions d'anys. Se n'han trobat restes fòssils a l'Argentina i Xile. La seva anatomia postcranial indica que eren animals herbívors i corredors que vivien en ecosistemes oberts. No eren gaire grossos. El nom genèric Adianthus és una deformació del mot grec antic ἀδίαντος, que significa ‘no moll’.